# Jack D. Forbes
Jack D. Forbes (Long Beach, Califòrnia, 7 de gener de 1934 - Davis (Califòrnia), 23 de febrer de 2011) fou un escriptor, acadèmic i activista polític amerindi dels Estats Units. És molt conegut pel seu paper en l'establiment dels primers programes d'estudis amerindis a la Universitat de Califòrnia a Davis i per fundar la D-Q University, el primer col·legi universitari amerindi situat fora d'una reserva índia.
Jack D. Forbes va néixer a Long Beach (Califòrnia), d'ascendència Powhatan-Renapé i lenape. Va créixer als veïnatges d'El Monte i Eagle Rock, on va començar la seva carrera d'escriptor al diari de l'institut. Es va llicenciar en filosofia a la USC en 1953, on va obtenir un màster en 1955 i es doctorà en Història i Antropologia en 1959.
A començaments de la dècada del 1960 es va convertir en un dels primers participants i organitzadors del moviment Red Power. Ha estat professor Fulbright visitant a la Universitat de Warwick a Anglaterra, on també va passar un temps a Oxford i la Universitat d'Essex. A més, ha ocupat la Càtedra Tinbergen a la Universitat Erasmus de Rotterdam.
Ha estat professor emèrit de la Universitat de Califòrnia a Davis, on antigament havia presidit el programa d'estudis amerindis, que ell havia ajudat a establir a finals dels anys seixanta. També va ser un dels fundadors de l'extinta Universitat Deganawidah-Quetzalcóatl (comunament coneguda com a Universitat D-Q), que es trobava a prop de Davis (Califòrnia).
IA principis de 1990, es va veure involucrat amb David Risling i altres en la realització de A Free People, Free To Choose, un film de Jan Crull, Jr.. Va ser concebut originalment com un llargmetratge documental basat en la història de la Universitat D-Q i una suposada campanya pel govern federal per destruir-lo. Crull es va veure obligat a abandonar el projecte quan Morrison & Foerster, una firma d'advocats estretament vinculada a les batalles legals de D-Q, es van retirar del projecte perquè els subjectes de la pel·lícula es va veure embolicatd en plets entre ells mateixos. Les més de cent hores de metratge acoblades inclouen una llarga entrevista amb Forbes.

## Premis i Honors
- Fundació Before Columbus: American Book Award for Lifetime Achievement (1997)
- Wordcraft Circle Arxivat 2010-12-04 a Wayback Machine.: Premi Escriptor de l'any (Prosa - No Ficció) (1999)
- Premi Trajectòria 2009 del Cercle d'Escriptors Nadius d'Amèrica

## Obra selecta
- Columbus and Other Cannibals, Seven Stories Press (2008) ISBN 1-58322-781-4
- The American Discovery of Europe, University of Illinois Press (2007) ISBN 0-252-03152-0
- Red Blood (Novel), Theytus Press (1997) ISBN 0-919441-65-3
- Only Approved Indians: Stories, University of Oklahoma Press (1995) ISBN 0-8061-2699-X
- Apache, Navaho and Spaniard, University of Oklahoma Press (1994) ISBN 0-8061-2686-8
- Africans and Native Americans, University of Illinois Press (1993) ISBN 0-252-06321-X